# LE-5

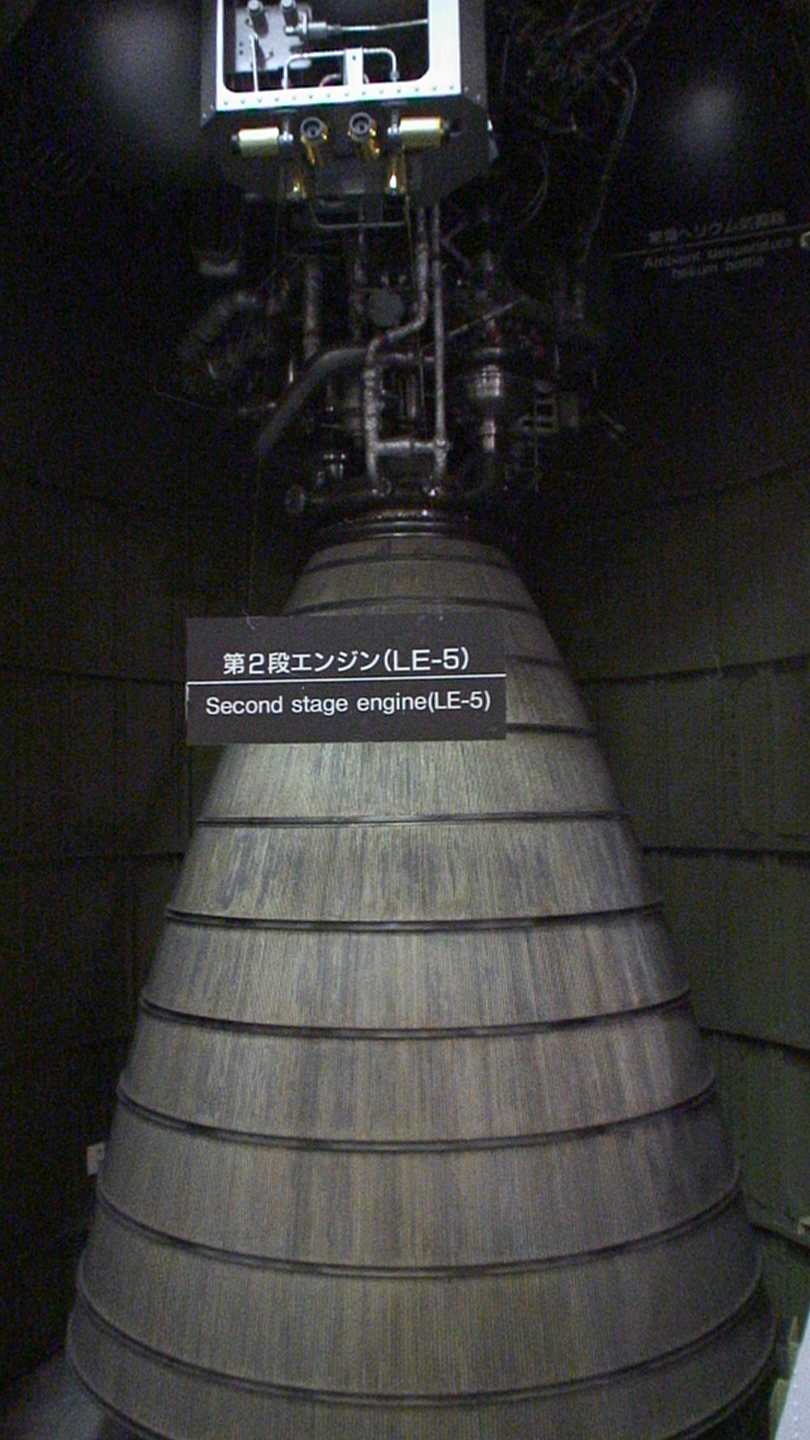
LE-5エンジン展示モデル

LE-5は、宇宙開発事業団（NASDA、現・宇宙航空研究開発機構（JAXA））が航空宇宙技術研究所（NAL）や三菱重工業（MHI）、石川島播磨重工業（現・IHI）と共同開発したロケットエンジンである。

## 概要
液体酸素（LOX）と液体水素（LH2）を推進剤とした実用ロケットエンジンとしては日本初のものである。H-Iロケット（開発開始当初はN改良型2型ロケット）の第2段用エンジンとして1975年から開発が始められた。艤装と燃焼器の製造はMHI、ターボポンプとガスジェネレータの製造はIHIがそれぞれ担当した。
開発にあたっては、NASDAやNALよりも基礎研究で先行していた東京大学宇宙航空研究所（後の宇宙科学研究所（ISAS））の7トン級LOX/LH2エンジンES-702や10トン級LOX/LH2エンジンES-1001の成果をコンポーネントレベルでフィードバックしており、LE-5の開発に失敗した場合には10トン級エンジンをバックアップとして使用する予定であった。
軌道上での再着火を考慮して設計されており、H-Iロケットの運用において初めて軌道上再着火に成功した。以後再着火能力はLE-5Aにも引き継がれ、LE-5Bでは再々着火まで可能となっている。LE-5Aまでは、推力のスロットリング（推力調整）を行うことはできなかったが、LE-5Bからは、60%、30%、タービンを駆動させない3%のスロットリングができるようになった。

## 構造
エンジンの燃焼サイクルはガスジェネレータサイクルを採用し、ガスジェネレータで発生させた混合比0.9の水素リッチな低温燃焼ガスを用いてターボポンプを駆動し、燃料を昇圧する。駆動に用いられた燃焼ガスはノズル下部から排出される。従来のガスジェネレータサイクルエンジンと異なり、始動時にはタービンスピナや高圧スタートタンク等のスタータを用いず、クーラントブリードサイクルで動作する。これはLE-5において世界で初めて採用された信頼性の高い始動方式である。始動後の推力の立ち上がりが確認された後、ガスジェネレータサイクルへの切り替えが行われる。
燃焼室はテーパー状のニッケル管を多数並べ金ろう付けした管構造燃焼器であり、ニッケル管で構成された冷却ジャケット内に液体水素を流すことで再生冷却を行う。また、その外側を金属板で補強することで耐圧性を確保している。

## 主要諸元
|                             | LE-5                     | LE-5A                                               | LE-5B                                                 |
| --------------------------- | ------------------------ | --------------------------------------------------- | ----------------------------------------------------- |
| 燃焼サイクル                | ガスジェネレータサイクル | エキスパンダブリードサイクル （ノズルエキスパンダ） | エキスパンダブリードサイクル （チャンバエキスパンダ） |
| 真空中推力 kN               | 102.9（10.5 tf）         | 121.5（12.4 tf）                                    | 137.2（14 tf）                                        |
| 混合比                      | 5.5                      | 5                                                   | 5                                                     |
| 膨張比                      | 140                      | 130                                                 | 110                                                   |
| 真空中比推力 s              | 450                      | 452                                                 | 447                                                   |
| 燃焼圧力 MPa                | 3.65                     | 3.98                                                | 3.58                                                  |
| LH2ターボポンプ回転数 min-1 | 50,000                   | 51,000                                              | 52,000                                                |
| LOXターボポンプ回転数 min-1 | 16,000                   | 17,000                                              | 18,000                                                |
| 全長 m                      | 2.68                     | 2.69                                                | 2.79                                                  |
| 質量 kg                     | 255                      | 248                                                 | 285                                                   |

## 備考
1986年にマクドネル・ダグラス社から購入の打診があったがLE-5での輸出契約は成立せず、すでに開発が開始されていたLE-5Aへと交渉は移行した。